# Голубов, Владимир Ильич
Владимир Ильич (Вольф Гилькович) Голубов (псевдонимы – В. Потапов, В. Глинский; 25 октября [7 ноября] 1908, Витебск — 12 января 1948, Минск) — советский театральный критик, театровед, балетовед. Кандидат искусствоведения (1947). Негласный агент советских органов госбезопасности. В январе 1948 года сопровождал Соломона Михоэлса в поездке в Минск, где был убит вместе с ним группой сотрудников госбезопасности.

## Биография
Родился 25 октября (7 ноября) 1908 года в Витебске. В 1931 году окончил Ленинградский институт инженеров путей сообщения.
С 1925 года печатался по вопросам театра, а затем балета в журналах «Жизнь искусства», «Советский театр», «Театр», в «Литературной газете» и др.
В годы Великой Отечественной войны служил корреспондентом газеты Северного флота «Краснофлотец». Печатался также в газете «Красный флот». В 1943 году совместно с Альфредом Бассехесом написал либретто балета «Милица» об «освободительной борьбе югославского народа». Демобилизован в звании капитана.
С 1945 года — ответственный секретарь журнала «Театр».
В декабре 1945 года был избран в состав президиума Оргбюро балетной секции Дома актёра ВТО. В 1946 году принят в Союз писателей СССР. В 1947 году защитил диссертацию на соискание ученой степени кандидата искусствоведения на тему Жизели Улановой, в которой выступил против вульгаризаторских извращений практиков и теоретиков драмбалета. Вел в Государственном институте  театрального искусства семинар балетной критики. Балетовед Вадим Гаевский вспоминал о нем:

Умный, насмешливый, в меру циничный, в меру удачливый, а в меру и смелый человек, он был терпеливым педагогом. Критиком же был первоклассным — трезвомыслящим, немногословным, почти всегда точным. Еще будучи студентом, я прочитал его лучшие довоенные статьи — сколько лет прошло, а отдельные пассажи и фразы я помню наизусть и нередко цитирую в своих текстах. По образованию он был путейский инженер, голова у него была ясная, а стиль мышления — инженерный.
В январе 1948 года сопровождал Соломона Михоэлса в его роковой командировке в Минск; 12 января был убит вместе с Михоэлсом группой оперативных сотрудников МГБ СССР, что объяснялось «крайней необходимостью сохранения в строжайшей тайне проведения операции, так как агент не пользовался доверием, а он знал все подготовительные агентурные мероприятия по операции». Похоронен в Москве на 43-м участке Востряковского кладбища.

## Награды
- 28 мая 1945 – медаль «За оборону Советского Заполярья»
- 21 июля 1945 – медаль «За победу над Германией в Великой Отечественной войне 1941—1945 гг.»